# La Calahorra

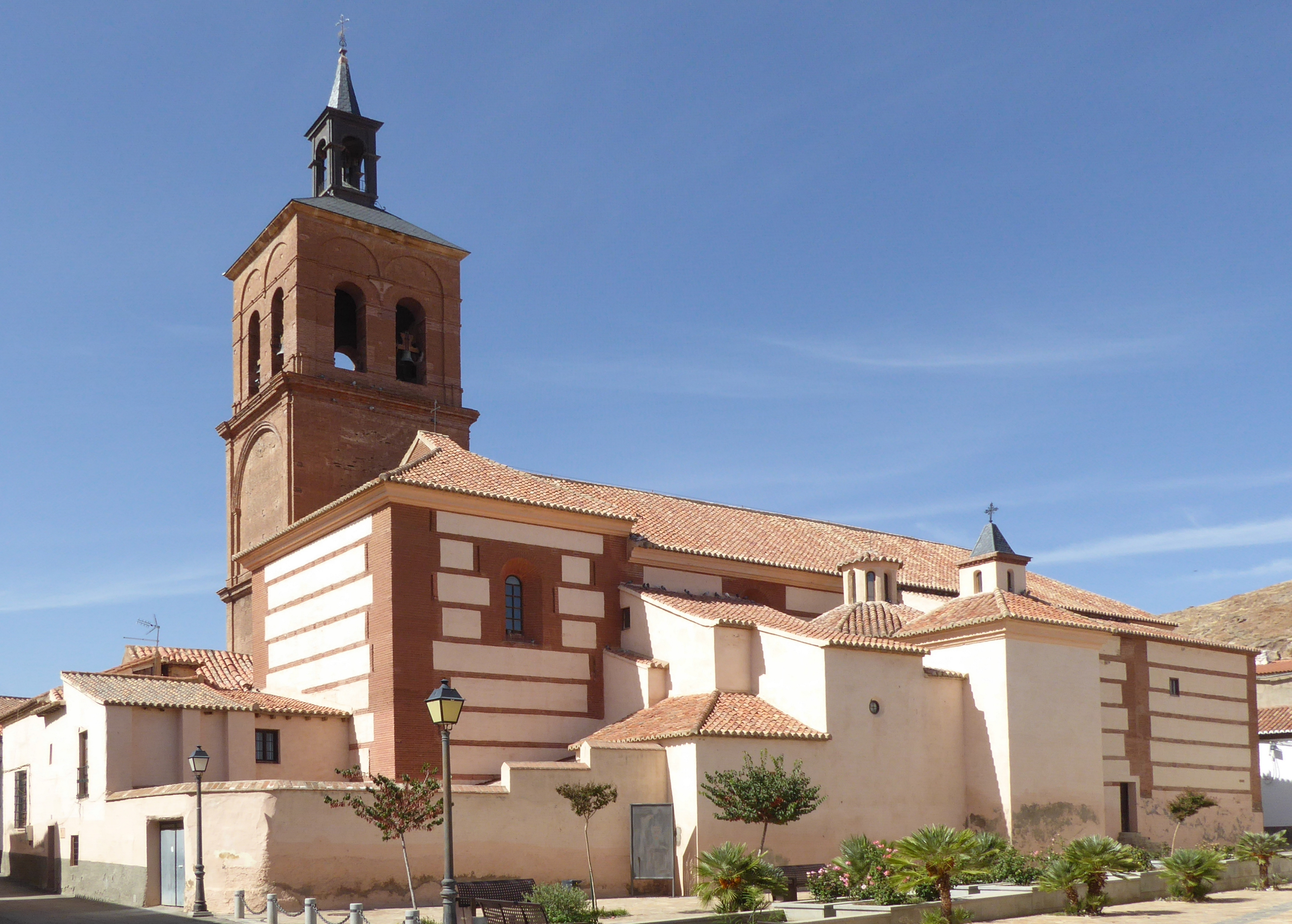
Iglesia de Nuestra Señora de la Anunciación

La Calahorra è un comune spagnolo di 826 abitanti situato nella comunità autonoma dell'Andalusia.
Nel centro del paese si trova la Chiesa di Nuestra Señora de la Anunciación, risalente al 1546.
La stazione ferroviaria e i suoi dintorni sono stati usati come location in tutti i film western di Sergio Leone, in particolare per la sequenza iniziale dei tre killer che attendono Armonica in C'era una volta il West. (https://festival.ilcinemaritrovato.it/proiezione/cera-una-volta-il-west/) (https://meglioungiornodaleone.wordpress.com/la-calahorra/)

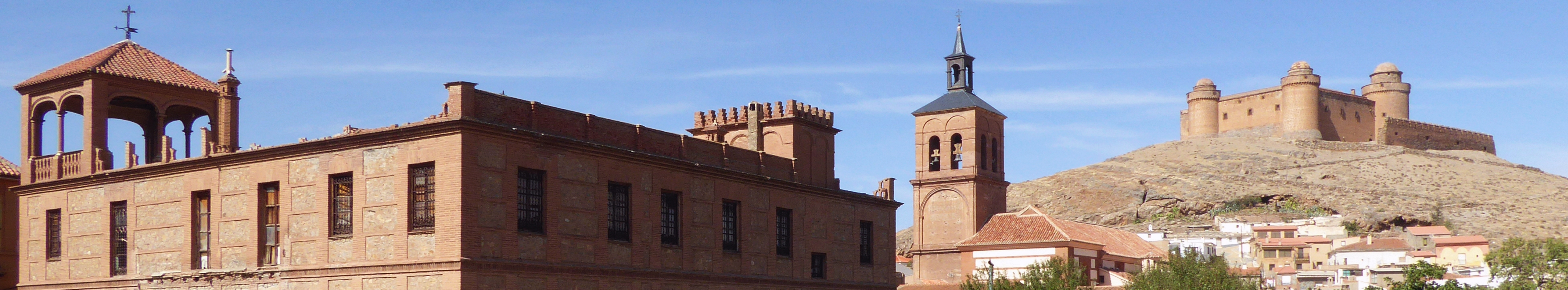
Panorama dal villaggio di La Calahorra con il 60 di Castillo de La Calahorra (Foto 2016)